# Ľudmila Pěčová
Ľudmila Pěčová roz. Chmelíková (* 30. ledna 1955 Banská Bystrica) je československá hráčka basketbalu. Je vysoká 172 cm. Je zařazena na čestné listině mistrů sportu a od 12. února 2018 i v Síni slávy slovenského basketbalu.

## Sportovní kariéra
V basketbalovém reprezentačním družstvu Československa v letech 1974 až 1981 hrála celkem 121 utkání a má podíl na dosažených sportovních výsledcích. Zúčastnila se Olympijských her 1976 (Montreal, Kanada) – 4. místo, Mistrovství světa 1975 v Kolumbii – 3. místo, čtyř Mistrovství Evropy 1974, 1976, 1980, 1981, na nichž získala dvě stříbrné medaile za druhá místa na ME 1974 a 1976 a dvě bronzové medaile za třetí místa na MS 1975 a ME 1981. Na Mistrovství Evropy juniorek do 18 let v roce 1971 (Subotica, Jugoslávie) s družstvem Československa získala za druhé místo titul vicemistra Evropy.
V československé basketbalové lize žen hrála celkem 9 sezón (1972–1983), z toho 7 sezón za družstvo Sparta Praha, s nímž získala v ligové soutěži 7 titulů mistra Československa (1974–1981). Další dvě sezóny hrála za družstvo Slavia Banská Bystrica (1972/73 11. místo) a SCP Ružomberok (1982/83 7. místo). Je na 141. místě v dlouhodobé tabulce střelkyň československé ligy žen za období 1963–1993 s počtem 1098 bodů. S družstvem Sparta Praha se zúčastnila 7 ročníků Poháru mistrů evropských zemí v basketbalu žen (PMEZ), v němž se stala dvakrát finalistou poháru, z toho v roce 1976 vítězem Poháru mistrů a v roce 1978 na druhém místě po prohře ve finále s klubem GS San Giovanni, Itálie. Dále dvakrát prohrála v semifinále Poháru mistrů proti CUC Clermont Ferrrand (1975, 1977) a třikrát hrála ve čtvrtfinálové skupině (1978–1981).  

## Sportovní statistiky

### Kluby
- 1972/73 Slavia Banská Bystrica – 11. místo
- 1974–1981 Sparta Praha, celkem 7 sezón a 7x mistryně Československa (1974–1981)
- 1982/83 SCP Ružomberok – 7. místo

### Evropské poháry
Je (uveden počet zápasů, vítězství – porážky) a celkový výsledek v soutěži

S klubem Sparta Praha v Poháru mistrů evropských zemí v basketbalu žen (PMEZ):
- 1976–10 (6–4), výhra v semifinále nad GS San Giovanni, Itálie a ve finále nad CUC Clermont Ferrand, Francie (55:58, 77:57) – Sparta Praha vítězem FIBA Poháru evropských mistrů v basketbale žen 1976,
- 1978–11 (7–4), výhra v semifinále nad Minior Pernik, Bulharsko xxxGS San Giovanni, Itálie, prohra ve finále s GS San Giovanni, Itálie, 2. místo
- 1975 (10 6–4) a 1977 (8 5–3) – v semifinále vyřazena od CUC Clermont Ferrand, Francie
- 1979 (6 2–4), 1980 (8 5–3) a 1981 (10 7–3) – třikrát účast ve čtvrtfinálové skupině
- Celkem 7 ročníků poháru, 2x účast ve finále, vítěz Poháru mistrů evropských zemí v basketbalu žen 1976, 2. místo 1978, 2x účast v semifinále, 3x ve čtvrtfinálové skupině

### Československo
- Olympijské hry 1976 Montreal (0 bodů /5 zápasů) 4. místo
- Mistrovství světa: 1975 Cali, Kolumbie (13 /4) 3. místo
- Mistrovství Evropy: 1974 Cagliari, Itálie (8 /2) 2. místo, 1976 Clermont Ferrand, Francie (19 /6) 2. místo, 1980 Banja Luka, Jugoslávie (26 /7) 4. místo, 1981 Ancona, Itálie (20 /4) 3. místo, celkem na ME 73 bodů a 19 zápasů
- 1974–1981 celkem 121 mezistátních zápasů, na OH, MS a ME celkem 86 bodů v 28 zápasech, na MS 1x 3. místo, na ME 2x 2. místo a 1x 3. místo
- 1971 Mistrovství Evropy juniorek do 18 let: Subotica, Jugoslávie, (8 /2) titul vicemistryně Evropy za 2. místo
- Získala titul mistryně sportu